# Julian Okwara
Julian Okwara (Londres, 27 de diciembre de 1997) es un jugador profesional inglés de fútbol americano que se desempeña en la posición de linebacker en Philadelphia Eagles, equipo de la National Football League (NFL).

## Carrera
Fue seleccionado en la tercera ronda en la Reunión Anual de Selección de Jugadores de la NFL de 2020. Hizo su debut profesional con el equipo Detroit Lions, donde jugó cuatro temporadas, en 2024 pasó a Philadelphia Eagles.